# Gorzędów
Gorzędów – wieś w Polsce położona w województwie łódzkim, w powiecie radomszczańskim, w gminie Kamieńsk.
W latach 1954–1958 wieś należała i była siedzibą władz gromady Gorzędów, po jej zniesieniu w gromadzie Kamieńsk. W latach 1975–1998 miejscowość administracyjnie należała do województwa piotrkowskiego.
W Gorzędowie znajduje się Zespół Szkolno Przedszkolny im. Józefa Adamowskiego, działają: założona w 1927 Ochotnicza Straż Pożarna w Gorzędowie, Ludowy Klub Sportowy Polonia Gorzędów oraz Koło Gospodyń Wiejskich.
W Gorzędowie znajduje się Biblioteka Publiczna położona przy ulicy Mickiewicza, pozostałości parku krajobrazowego, dwa boiska do piłki nożnej, boisko do siatkówki plażowej. W miejscowości była cegielnia przy ulicy Sikorskiego – obecnie nie funkcjonuje. Na terenie Gorzędowa znajdują się zbiorniki wodne koła wędkarskiego.
W miejscowości jest przystanek kolejowy Gorzędów.

## Kościół
Pierwotną kaplicę w Gorzędowie ufundował właściciel wsi Remigiusz Koniecpolski, biskup chełmiński (+1640). W 1858 miejscowy dziedzic Józef Gorszyński ufundował nową kaplicę, również drewnianą, która pełni obecnie funkcje kościoła parafialnego. W kaplicy tej do czasu powołania przez biskupa Stefana Barełę 29 października 1968 ekspozytury - odprawiano mszę św. kilka razy w roku. Pierwszym ekspozytem został ks. Jan Krzyśko. Jego staraniem zaopatrzono kaplicę w konieczne utensylia liturgiczne, założono w niej radiofonizację, położono posadzkę. Ksiądz J. Krzyśko wybudował w stanie surowym plebanię. Jego następca ks. Kazimierz Grzegorczyk doprowadził budowę do końca i zamieszkał w tym domu przenosząc się z dzierżawionego mieszkania. Parafię erygował biskup Stefan Bareła 10 maja 1978 wyłączając jej teren z parafii w Kamieńsku. Pierwszym proboszczem został dotychczasowy ekspozyt ks. Kazimierz Grzegorczyk. Podjął on starania o założenie cmentarza kościelnego. Do końca udało się je doprowadzić następcy - ks. Marianowi Kasprzykowi, który nabył działkę, ogrodził i urządził cmentarz. Obecnie funkcję proboszcza pełni ks. Cezary Kaleta.

## Zabytki
Według rejestru zabytków Narodowego Instytutu Dziedzictwa na listę zabytków wpisany jest obiekt:
- lamus, 2 poł. XVIII w., nr rej.: 686 z 16.09.1967
- park krajobrazowy
- zabytkowy kościół